# Amenthu
Amenthu (anomenat també Amosis) fou un djati (djati del sud) i alt dignatari de la cort de Tuthmosis III d'Egipte.
Estava casat amb Ta-amethu i fou el pare del djati Neferweben i de l'alt dignatari Amenuser. La seva tomba a Tebes és l'assenyalada com TT83.